# Karwiagać (Pomerania Occidental)
Karwiagać [pronunciación en polaco: /karˈvjaɡatɕ/] (en alemán: Kranzwerder) es un pueblo ubicado en el distrito administrativo de Gmina Kalisz Pomorski, dentro del Condado de Drawsko, Voivodato de Pomerania Occidental, en el norte de Polonia occidental. Se encuentra aproximadamente a 9 kilómetros al este de Kalisz Pomorski, a 32 kilómetros al sureste de Drawsko Pomorskie, y a 98 kilómetros al este de la capital regional Szczecin.
Antes de 1945, el área fue parte de Alemania. Para la historia de la región, véase Historia de Pomerania.